# Sinaiella
Sinaiella es un género de mantis de la familia Mantidae. Es originario de Oriente Próximo. Tiene las siguientes especies:

## Especies
- Sinaiella nebulosa
- Sinaiella raggei
- Sinaiella sabulosa